# Puertoricaanse koningspalm
De Puertoricaanse koningspalm (Roystonea borinquena) komt voor op Puerto Rico, Hispaniola en de Maagdeneilanden in bossen tot 300 meter hoogte. De palm is te vergelijken met de meer bekende koningspalm (Roystonea regia) van Cuba en Florida.